# 風雪の群像・北方文化研究施設爆破事件
風雪の群像・北方文化研究施設爆破事件（ふうせつのぐんぞう・ほっぽうぶんかけんきゅうしせつばくはじけん）とは、1972年（昭和47年）10月23日に発生した爆弾テロ事件。
後に東アジア反日武装戦線となるグループが起こした事件である（「東アジア反日武装戦線」という名称が決まったのは、この事件の後であるが、本項では便宜上、それ以前の当該グループも「東アジア反日武装戦線」と呼称する）。

## 事件の概要
北海道旭川市の常磐公園にある「風雪の群像」は、北海道百年記念事業として、本郷新、本田明二の製作によるブロンズ像で、「北方文化研究施設」は北海道大学のアイヌ文化研究施設である。
東アジア反日武装戦線は、これらを日本帝国主義の「アイヌモシリ侵略」の象徴とみなし、爆破することになった。特に大道寺将司は北海道出身であり、アイヌ問題に特別なこだわりがあった。決行日は10月23日。この日はシャクシャインの戦いを起こしたアイヌ民族の首長シャクシャインが松前藩によって殺害された日である。
1972年10月23日、彼らは二手に分かれて北海道に到着、それぞれ現地に直行し、午後11時半に爆発するようにセットした。二つの爆弾は時間通りに爆発し、風雪の群像は大破、北方文化研究施設の方は爆発したものの比較的軽微な被害で済んだ。風雪の群像は1977年に修復されて現在に至っている。